# Dimoni de Dover
El Dimoni de Dover és un suposat críptid que pertany a la cultura popular dels Estats Units. Sovint se'l descriu com un ésser monstruós nan, d'aspecte humanoide amb la pell grisenca, cap gegant, dits llargs, ulls grocs o verds i sense boca, nas ni orelles visibles. Es va començar a investigar després d'haver ser vist suposadament per sis joves entre el 21 i 22 d'abril de 1972 a Dover. Críptids semblants existeixen a les cultures natives del Canadà (Mannegishi) i l'Àfrica (Backoo).